# Montbrun (Lot)
Montbrun település Franciaországban, Lot megyében. Lakosainak száma 111 fő (2022. január 1.). Montbrun Ambeyrac, Saujac, Cadrieu, Carayac, Gréalou és Larroque-Toirac községekkel határos.

## Népesség
A település népességének változása:
| Lakosok száma | 108  | 61   | 95   | 117  | 104  | 96   | 99   | 110  | 110  | 111  |
|               | 1968 | 1982 | 1990 | 2006 | 2013 | 2015 | 2017 | 2019 | 2020 | 2022 |